# Han Chang-wha
Han Chang-wha (kor. 한창화, ur. 3 listopada 1922  zm. 18 kwietnia 2006) – południowokoreański piłkarz występujący podczas kariery na pozycji obrońcy.

## Kariera klubowa
Han podczas kariery piłkarskiej występował w Seoul Army Club.

## Kariera reprezentacyjna
W reprezentacji Korei Południowej Han występował w latach 50. W 1954 roku został powołany do kadry na mistrzostwa świata. Na mundialu w Szwajcarii wystąpił w przegranym 0-7 meczu z Turcją.